# Morlon
Morlon is een gemeente en plaats in het Zwitserse kanton Fribourg, en maakt deel uit van het district Gruyère.
Morlon telt 592 inwoners.